# 大衆音楽 (PEOPLE 1のアルバム)
『大衆音楽』は、日本のバンドPEOPLE 1の1枚目のEP。
後にGANG AGE、Something Sweet, Something Excellentと続くEP三部作の一作目である。
PEOPLE 1初のEPかつ初の音源で、配信日の12月27日には同時に収録曲の「アイワナビーフリー」のPEOPLE 1にとって初めてのMVがYouTubeにおいて公開された。

## 収録曲
- 全曲作詞・作曲：Deu

1. Intro -You mean the world to me-
2. 東京
3. 愛について
4. アイワナビーフリー
5. さよならミュージック